# Iole virescens
Iole virescens là một loài chim trong họ Pycnonotidae.